# Tomás Estrada Palma
Tomás Estrada Palma (* 9. srpnja 1835. u Bayami, Kuba- † 4. studenog 1908. u Santiagu de Cubi) je bio kubanski političar i od 1902. do 1906. godine prvi predsjednik Kube.

## Životopis
Tomás Estrada Palma rođen je 9. srpnja 1835. godine u mjestu Bayamo na Kubi. Završio fakultet Universidad de La Habana na kojem je kasnije postao i profesor. Imao je i američko državljanstvo. Uz pomoć jednom američkog bankara je htio odkupiti od Španjolske Kubu za 150 milijuna američki Dollara. Španjolska vlada ga je odbila.